# Аш-Шайбани, Хайдар
Хайда́р аш-Шайбани́ (араб. حيدر الشيباني‎, фр. Haidar Al-Shaïbani; 31 марта 1984, Сетиф, Алжир) — канадский футболист, вратарь.

## Клубная карьера
Аш-Шайбани дебютировал за «Ним» 25 августа 2009 года в матче Кубка французской лиги против «Труа». Он также сыграл за клуб несколько матчей в Кубке Франции.

## Международная карьера
14 мая 2010 года он был впервые вызван в сборную Канады для участия в товарищеском матче со сборной Венесуэлы, который состоялся 29 мая 2010 года. Свой первый матч за сборную сыграл тогда же, выйдя на замену во втором тайме. За свою страну также играл на Летней Универсиаде в Белграде и в 2008 в Бангкоке.

## Личная жизнь
Отец Хайдара аш-Шайбани родом из Ирака, мать — из Украины. В 1998 году они переехали в Канаду.